# Enneapterygius williamsi
Enneapterygius williamsi är en fiskart som beskrevs av Fricke, 1997. Enneapterygius williamsi ingår i släktet Enneapterygius och familjen Tripterygiidae. Inga underarter finns listade i Catalogue of Life.